# Larrazet
Larrazet település Franciaországban, Tarn-et-Garonne megyében. Lakosainak száma 686 fő (2022. január 1.). Larrazet Belbèze-en-Lomagne, Garganvillar, Labourgade, Montaïn, Saint-Sardos és Sérignac községekkel határos.

## Népesség
A település népességének változása:
| Lakosok száma | 647  | 665  | 687  | 687  | 693  | 693  | 702  | 694  | 686  |
|               | 2013 | 2015 | 2016 | 2017 | 2018 | 2019 | 2020 | 2021 | 2022 |